# Villesavoie
Der Villesavoie ist ein kleiner Fluss in Frankreich, der im Département Allier in der Region Auvergne-Rhône-Alpes verläuft. Er entspringt beim Weiler Les Placourauds, im Gemeindegebiet von Gipcy, entwässert in westlicher Richtung durch den Staatsforst Forêt Domaniale des Prieurés Gros Bois, schwenkt dann plötzlich nach Norden, wo er zum Étang de Chalonnière aufgestaut wird, wechselt danach nochmals die Richtung auf Südwest und mündet nach insgesamt rund 14 Kilometern im Gemeindegebiet von Vieure, im Stausee Plan d’Eau de Vieure als rechter Nebenfluss in den Bandais.
Der Villesavoie ändert in seinem Lauf mehrmals seinen Namen: So heißt er im Oberlauf Ruisseau de Saint-Hilaire, im Mittellauf wird er Ruisseau de Verne genannt und erst im Unterlauf nimmt er seinen definitiven Namen an.

## Orte am Fluss
(Reihenfolge in Fließrichtung)
- Les Placourauds, Gemeinde Gipcy
- Visinière, Gemeinde Saint-Hilaire
- Verne d’en Haut, Gemeinde Saint-Aubin-le-Monial
- Coupied, Gemeinde Ygrande
- La Borde, Gemeinde Vieure